# Volkswagen Arena
Volkswagen Stadion er et fodboldstadion i Wolfsburg i Tyskland, der er hjemmebane for Bundesliga-klubben VFL Wolfsburg. Stadionet har plads til 30.122 tilskuere, og blev indviet 13. december 2002, som erstatning for klubbens hidtidige hjemmebane, VFL Arena. Navnet kommer af sponsoren Volkswagen.
52°25′55″N 10°48′14″Ø / 52.43194°N 10.80389°Ø